# Anthracotheriidae
Anthracotheriidae – wymarła rodzina ssaków z rzędu parzystokopytnych (Artiodactyla) spokrewnionych z dzisiejszymi hipopotamowatymi.

## Ewolucja
Najstarszy rodzaj, Elomeryx, pojawił się w środkowym Eocenie w Azji. Rodzina rozwinęła się w Eurazji i Afryce, w oligocenie kilka gatunków pojawiło się w Ameryce Północnej, podczas gdy w Europie i Afryce wymarły one już w miocenie, prawdopodobnie na skutek zmian klimatu albo też konkurencji z właściwymi hipooptamowatymi. Najmłodszy rodzaj, Merycopotamus, istniał w Azji do późnego pliocenu.

## Opis i pożywienie
Stworzenia te przypominały chude hipopotamy z proporcjonalnie małą, wąską głową. Posiadały czteropalczaste lub pięciopalczaste szerokie stopy przystosowane do poruszania się po błocie. Dysponowały pełnym zestawem zębów. Niektóre gatunki rozwinęły przystosowania do grzebania w mule w poszukiwaniu korzeni czy roślin wodnych.

## Pokrewieństwo
Nowoczesne badania obejmujące sekwencjonowanie DNA sugerują, że ci bliscy krewni hipopotamów, są niedaleko spokrewnieni także z waleniami, aczkolwiek pierwsi przedstawiciele Anthracotheriidae pojawili się w zapisie kopalnym w znacznie później, niż prawalenie przerzuciły się na wodny tryb życia.

## Podział systematyczny
Do rodziny Anthracotheriidae należały następujące podrodziny i rodzaje:
- Anthracotheriinae Leidy, 1869
  - Anthracotherium G. Cuvier, 1822
  - Heptacodon Marsh, 1894
  - Nabotherium Sileem, Sallam, Hewaidy, E.R. Miller & Gunnell, 2016
  - Paenanthracotherium Scherler, Lihoreau & Becker, 2018
  - Prominatherium Teller, 1884
- Bothriodontinae[a] Scott, 1940[9]
  - Aepinacodon Troxell, 1921
  - Afromeryx Pickford, 1991
  - Arretotherium Douglass, 1901
  - Bakalovia Nikolov & Heißig, 1985
  - Bothriodon Aymard, 1845
  - Bothriogenys Schmidt, 1913
  - Brachyodus Depéret, 1895
  - Elomeryx Marsh, 1894
  - Gonotelma Pilgrim, 1908
  - Hemimeryx Lydekker, 1878
  - Jaggermeryx E.R. Miller, Gunnell, Gawad, Hamdan, El-Barkooky, Clementz & Hassan, 2014
  - Kukusepasutanka Macdonald, 1956
  - Libycosaurus Bonarelli, 1947
  - Merycopotamus Falconer & Cautley, 1845
  - Parabrachyodus Forster Cooper, 1915
  - Qatraniodon Ducrocq, 1997
  - Sivameryx Lydekker, 1878
  - Telmatodon Pilgrim, 1907
  - Ulausuodon Hu, 1963
- Microbunodontinae[b] Lihoreau & Ducrocq, 2007[10]
  - Anthracokeryx Pilgrim & Cotter, 1916
  - Choeromeryx Pomel, 1848
  - Geniokeryx Ducrocq, 2020
- Morotochoerinae[c] Pickford, 2011[11]
  - Epirigenys Lihoreau, Boisserie, Manthi & Ducrocq, 2015
  - Kulutherium Pickford, 2007
  - Morotochoerus Pickford, 1998

Opisano również rodzaje nie przypisane do żadnej z podrodzin:
- Anthracochoerus Dal Piaz, 1930
- Anthracodon Prasad, 1970
- Anthracohyus Pilgrim & Cotter, 1916
- Anthracothema Pilgrim, 1928
- Atopotherium Ducrocq, Chaimanee, Suteethorn & Jaeger, 1996
- Bugtitherium Pilgrim, 1908
- Bunobrachyodus Depéret, 1908
- Etruscotherium Pickford, 2021
- Myaingtherium Tsubamoto, Zin Maung Maung Thein, Egi, Nishimura, Thaung Htike & Takai, 2011
- Probrachyodus Xu & Chiu, 1962
- Siamotherium Suteethorn, Buffetaut, Helmcke-Ingavat, Jaeger & Jongkanjanasoontorn, 1988